# Scout X-5
O Scout X-5, foi, um foguete de sondagem da família de foguetes Scout.
Esse modelo na verdade efetuou apenas um voo com a variante chamada Scout X-5A. Foi a única variante composta por apenas três estágios.
Esse único lançamento, ocorreu em 27 de abril de 1968, para um voo suborbital.